# 努诺·贝当古
努诺·贝当古（Nuno Bettencourt，1966年9月20日—），是葡萄牙裔的美國吉他手音樂家。曾參與珍妮·杰克逊的「Black Cat」製作，也曾獲得1990年Billboard音樂誌的最佳貢獻第一名。